# Ельские
Ельские (пол. Jelski) — польско-литовский дворянский род.
Род, герба Пелец, восходящий к XVI веку. Подкоморий стародубский Франциск Ельский был маршалом трибунала литовского в 1788 г. Сын его Людвик был в 1831 г. министром финансов революционного правительства; эмигрировал во Францию, где и умер.
- Ельский, Александр Карлович (1834—1916) — белорусский писатель, историк, этнограф, переводчик, публицист.
- Ельский, Константин Михайлович (1837—1896) — зоолог, географ и геолог.
- Ельский, Михаил Карлович (1831—1904) —  скрипач, композитор, музыкальный писатель.

Род Ельских внесён в VI части родословных книг Виленской, Гродненской, Ковенской и Минской губерний, а также Царства Польского.

## Описание герба
В красном поле два меча рукоятками обращённые вниз, а остриями вверх, в Андреевский крест, над ними золотой кавалерский крест.
На шлеме три страусовых пера. Намёт на щите красный подложенный серебром.